# Kostel svatého Jana Křtitele (Uhřice)
Kostel svatého Jana Křtitele v Uhřicích je římskokatolický kostel zasvěcený sv. Janu Křtiteli. Je filiálním kostelem farnosti Dambořice. Je chráněn jako kulturní památka.

## Historie

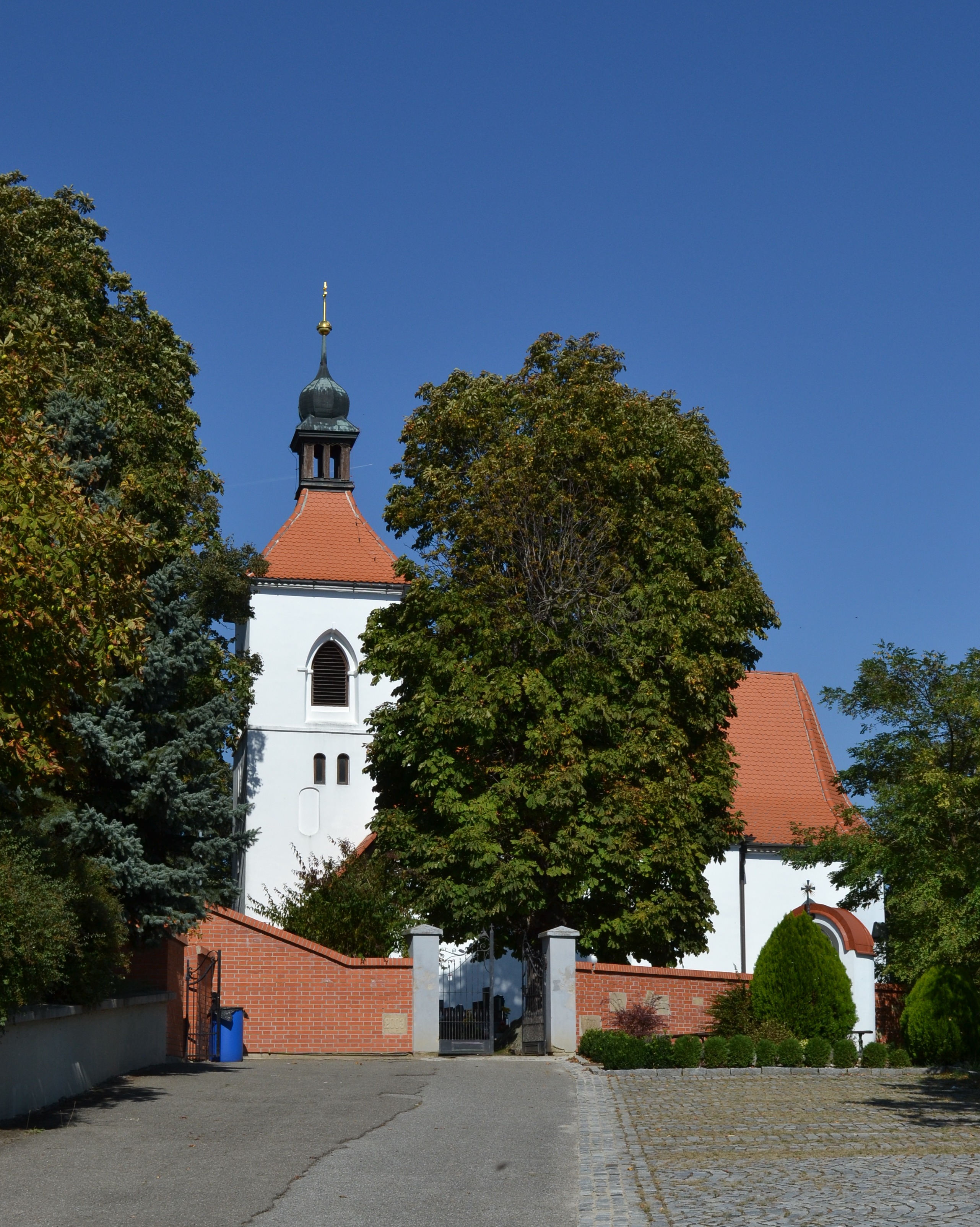
Pohled na kostel

Goticko-renesanční kostel pochází z první poloviny 14. století, kdy první písemná zmínka o kostele pochází z roku 1351. Podle pověsti byl postaven na místě, kde kázali sv. věrozvěstové Cyril a Metoděj. V 15. století byla k chrámu přistavěna věž, která byla v 17. století nadstavěna.

## Interiér
V kněžišti se nachází hlavní oltář se svatostánkem a s oltářním obrazem Křtu Páně. Před kněžištěm se tyčí kazatelna a soška Panny Marie. V zadní části chrámu se nachází kůr s varhanami. Pod kostelem se nachází hrobka majitelů obce.

## Exteriér
Kostel stojí uprostřed hřbitova, před kterým se rozprostírá parkoviště.